# Лужи (Мядельський район)
Лужи (біл. вёска Лужы) — село в складі Мядельського району Мінської області, Білорусь. Село підпорядковане Сватківській сільській раді, розташоване в північній частині області.